# Aranga
Aranga település Spanyolországban, A Coruña tartományban. Aranga Guitiriz, Curtis, Oza-Cesuras, Coirós, Irixoa és Monfero községekkel határos. Lakosainak száma 1799 fő (2024).

## Népesség
A település lakosságának változását az alábbi diagram mutatja:
| Lakosok száma | 2414 | 2274 | 2230 | 2142 | 2113 | 2033 | 1982 | 1849 | 1833 | 1799 |
|               | 2001 | 2004 | 2006 | 2009 | 2011 | 2014 | 2016 | 2019 | 2021 | 2024 |